# Urlings
Urlings – miejscowość w Antigui i Barbudzie; na wyspie Antigua (Saint Mary); 858 mieszkańców (2008)